# 岡山県立図書館
岡山県立図書館（おかやまけんりつとしょかん、Okayama Prefectural Library）は、岡山県岡山市北区丸の内にある県立図書館。

## 歴史
1999年（平成11年）3月に閉校した岡山市立丸之内中学校（現在は岡山市立岡山中央中学校に統廃合）の校舎跡地に建設され、2004年（平成16年）9月に開館した。

## 特色

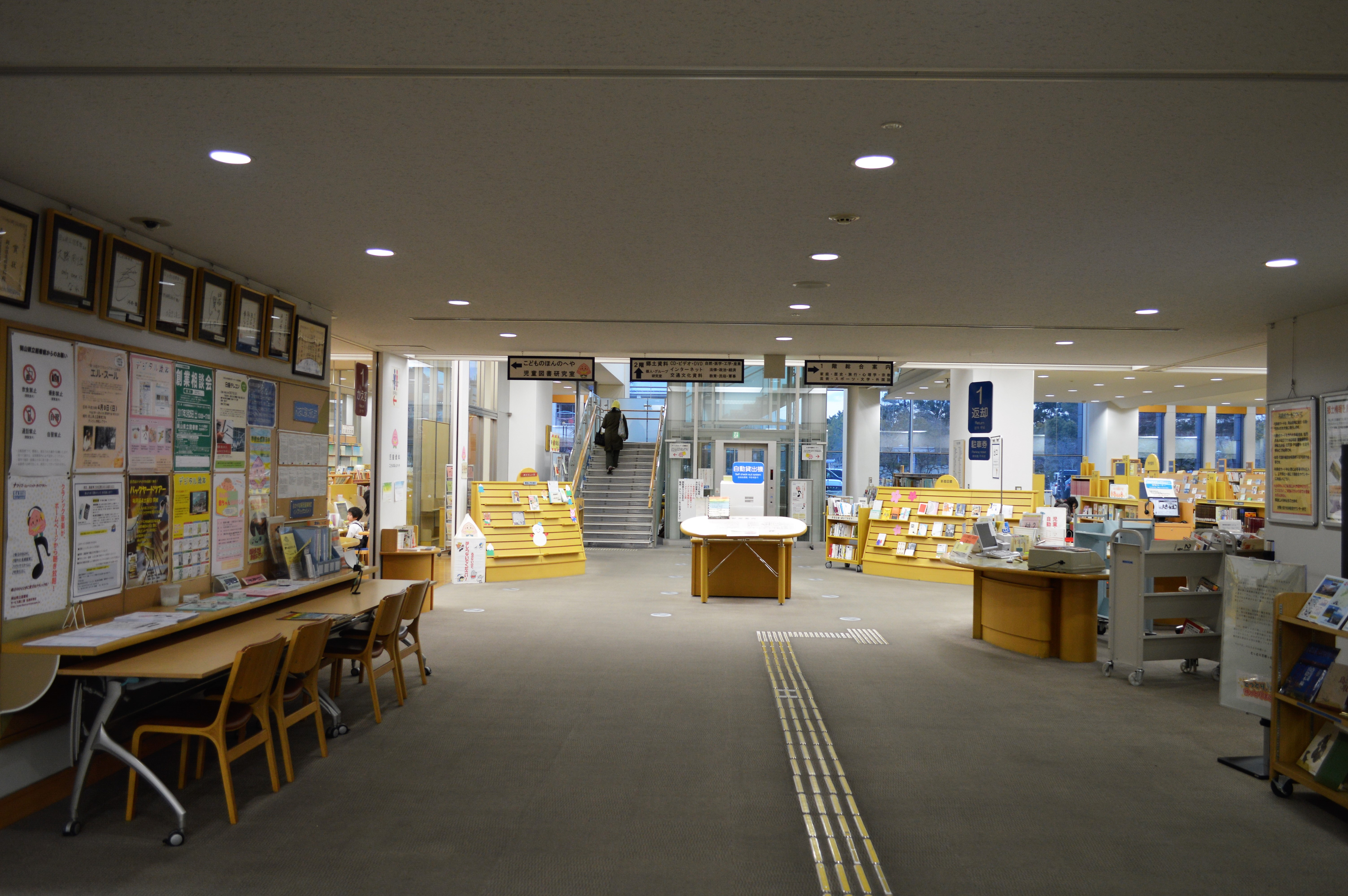
館内

なくしていこう、偏見・差別・いじめ。をテーマに掲げている。
総合サービス・人文科学・児童・郷土・自然科学・社会科学の6部門に分かれた専門知識を持った職員34人が、専門性を高めることで緻密で専門的なレファレンスサービスの充実し、利用客からの問い合わせや相談に対応している。
インターネットから書籍の検索及び、貸出の予約をすることができる。その際は直接県立図書館へ行かなくても、近くの公共図書館から書籍の貸出と返却を行うことが可能である。ほかにも岡山県内の他の図書館の書籍を検索できる「横断検索システム」や、デジタル岡山大百科などの運営も行っている。 
こうした対応などが奏功して日本でも屈指の貸出率を誇っており、日本図書館協会の調べによると2005年から2014年度の入館者数および個人貸出冊数は10年連続で都道府県立図書館のなかで全国トップである。特に2006年から2009年度は全国都道府県立図書館で唯一100万人を越える入館者数を記録している（2010年度はシステム更新に伴って2011年2月に半月間休館した影響で初めて100万人を下回った）。休日には入口から近くの道路に車の行列ができるほどの大盛況である。なお、市町村立図書館を加えた公共図書館全体で比較した場合は、全国トップではない。

### 蔵書
2020年度（令和2年度）時点の児童書は19万7529冊（約12.9%）である。毎週末に児童書コーナー「こどものほんのへや」で絵本の読み聞かせ会などを開催している。
約1,000冊の録音図書をそろえ、携帯音楽プレーヤーを付けて視覚障害者などへの録音図書の郵送貸し出しをするなどユニバーサルサービスとしての障がい者対応にも取り組んでいる。

## 施設
1Fの休憩・喫茶コーナー、2F多目的ホールとサークル活動室には、公衆無線LANのアクセスポイント（ホットスポット・BBモバイルポイント・ソフトバンクWi-Fiスポット・おかやまモバイルSPOT）が設置されている。
多目的ホール、サークル活動室、デジタル情報シアター、編集加工室と撮影室からなるメディア工房など、有料貸出施設もある。 

### 施設概要
- 図書収蔵能力 230万冊
- BF 図書館協力室
- 1F 閲覧室 席数159席、児童図書研究室、軽食喫茶コーナー
- 2F 閲覧室 席数209席、デジタル情報シアター 82席、多目的ホール 150人収容
- 3F 事務室、書庫
- 3・4F 書庫

### 建築概要
- 設計 安井・山陽設計共同体
- 施工 大林組・大本組・中国建設工業（建設工事共同企業体）
- 工事期間 2002年（平成14年）10月～2004年（平成16年）3月31日
- 土地面積 13,277m2
- 延床面積 18,193m2
- 階層・高さ 地上4階、地下1階 高さ22.84m
- 駐車場 174台

## 利用案内
交通アクセス
駐車場はかつては無料であったが（2時間まで、それ以上は再度認証を受けると閉館まで使用可能）、県財政の悪化に伴い2010年9月1日から有料化された（1時間までは無料、以後1時間ごとに100円加算）。
- JR岡山駅から
  - 両備バス「東山経由西大寺行」、「岡山国際ホテル・操南台団地行」・「旭川荘行」に乗車、「県庁前」下車。
  - 宇野バス「四御神行」、「長岡・駅前行」、「瀬戸駅行」、「八日市行」、「伊部・片上行」に乗車、「県庁前」下車。
  - 岡電バス「岡電高屋行」に乗車、「県庁前」下車。
  - 岡山市内循環バス めぐりん「京橋めぐりん」に乗車、「中国銀行本店西」下車。
  - 岡山電気軌道東山本線に乗車、「県庁通り」下車。
- 天満屋から
  - 両備バス「東山経由西大寺行」に乗車、「県庁前」下車。